# Восстание сейменов и домобранцов
Восстание сейменов и домобранцов — самое значительное событие в истории Дунайских княжеств XVII века. Оно вспыхнуло 26 и 27 февраля 1655 г. против правления Константина Щербаня и погибло со смертью Хризея.  Восстание охватило и Молдову — Яссы и Сучаву, где 1000 сейменов служат под командованием Георгия Стефана. 
Восстание стало поворотным моментом в истории Дунайских княжеств в отношении влияния Османской империи с одной стороны и последующей Священной лиги (1684). Противостояние усилилось с австро-турецкой войной (1663—1664) и в эпоху Кёпрюлю. Восстанию предшествовал сучавский поход Тимоша Хмельницкого, а противостояние за Дунайские княжества завершилось Карловацким миром. 
В этот период исчезли среднеболгарские письменные памятники в Валахии и Молдавии.  В 1688 году была опубликована так называемая «Бухарестская Библия». 